# Dieter Schidor
Dieter Schidor (Braunschweig, 6 marzo 1948 – Monaco di Baviera, 17 settembre 1987) è stato un attore e - saltuariamente - anche regista, sceneggiatore e produttore cinematografico tedesco.

## Biografia
Nella sua breve vita e carriera, recitò - tra cinema e televisione - in una cinquantina di differenti produzioni, a partire dall'inizio degli anni settanta, lavorando per registi quali Constantin Costa-Gavras, Rainer Werner Fassbinder, Sam Peckinpah, ecc.. Era, tra l'altro, un volto noto al pubblico per essere apparso in vari episodi di serie televisive quali L'ispettore Derrick e Il commissario Köster (Der Alte); partecipò anche ad alcune produzioni hollywoodiane, interpretando spesso il ruolo di soldati tedeschi.

### Morte
Dieter Schidor muore a Monaco di Baviera il 17 settembre 1987 a soli 39 anni di AIDS, dopo aver probabilmente contratto il virus dal compagno, l'attore e produttore neozelandese Michael McLernon, scomparso l'anno precedente a causa della medesima malattia e con il quale conviveva dal 1977.

## Filmografia parziale

### Attore

#### Cinema
- Piggies (1970)
- L'emigrante (1973)
- Inki, regia di George Moorse (1974)
- Un sacchetto di biglie (1975)
- Bianco e nero a colori (1976)
- Nessuna festa per la morte del cane di Satana (1976) - Willy (non accreditato)
- La croce di ferro (Cross of Iron), regia di Sam Peckinpah (1977)
- Son of Hitler (1978)
- Breakthrough, specchio per le allodole (1979) - Caporale Paul Anselm
- Chiaro di donna (Claire de femme, 1979), regia di Constantin Costa-Gavras - Sven Svensson
- Il sarto di Ulm (Der Schneider von Ulm), regia di Edgar Reitz (1979) - Schlumberger
- La formula, regia di John G. Avildsen (1980) - assassino
- Der Mann, der sich in Luft auflöste (1980)
- Veronika Voss (Die Sehnsucht der Veronika Voss), regia di Rainer Werner Fassbinder (1982)
- Schnelles Geld (1983)
- Annas Mutter, regia di Burkhard Driest (1983)
- Der Havarist (1984)
- Kalt in Kolumbien, regia di Dieter Schidor (1985)
- Terminus, regia di Pierre-William Glenn (1987)
- Verbieten verboten (1987)

#### Televisione
- Die Sonne angreifen - film TV (1971) - ruolo: Walter
- L'avventuriero dei sette mari - miniserie TV, 2 episodi (1971)
- Tatort - serie TV, 1 episodio (1972) - Werner
- Der Kommissar - serie TV, 1 episodio (1974) - Josef Adlinger
- Schattenreiter, regia di George Moorse - film TV (1974)
- Der Kommissar - serie TV, 1 episodio (1975)- Erich Jason
- Voglio solo che voi mi amiate - film TV (1976) - giovane
- L'ispettore Derrick - serie TV episodio "In tre col morto", regia di Helmuth Ashley (1977) - Hasse
- Tatort - serie TV, 1 episodio (1978) - Heiko Huk
- Il commissario Köster - serie TV, 3 episodi (1978, 1980, 1981)
- Vorhang auf, wir spielen Mord - film TV (1978)
- Tatort - serie TV, 1 episodio (1978) - Peter Schäfer
- L'ispettore Derrick - serie TV episodio "Attentato a Bruno", regia di Theodor Grädler (1979) - Bruno Kerk
- Das verbotene Spiel - serie TV, 3 episodi (1979)
- Ein Fall von Zuneigung - film TV (1982) - Karl Vodrazka
- Il commissario Köster - serie TV, 1 episodio (1983) - Klaus Bertram
- L'ispettore Derrick - serie TV episodio "Una soluzione non prevista", regia di Günter Gräwert (1983) - Hannes Guhl
- Kerbels Flucht - film TV (1984)
- Il commissario Köster - serie TV, 1 episodio (1984) - Klaus Richard
- Das leise Gift - film TV (1984)
- Io e il duce - film TV (1985)
- Il commissario Köster - serie TV, 1 episodio (1985) - Hans Prosk
- L'ispettore Derrick - serie TV episodio "La tromba di Greg", regia di Jürgen Goslar (1985) - Greg Norman
- Via Mala - miniserie TV (1985)
- Polizeiinspektion 1 - serie TV, 1 episodio (1985)
- Polizeiinspektion 1 - serie TV, 1 episodio (1986) - Pinsel-Paul
- Il commissario Köster - serie TV, 1 episodio (1986) - cameriere
- L'ispettore Derrick - serie TV episodio "Il testimone oculare", regia di Theodor Grädler (1986)
- Mino - Il piccolo alpino - miniserie TV, regia di Gianfranco Albano, 1 episodio (1986)
- Tatort - serie TV, 1 episodio (1987) - Löbel
- Il commissario Köster - serie TV, 1 episodio (1987) - Jan Reiter
- Tout est dans la fin - film TV (1987)
- Dies Bildnis ist zum Morden schön - film TV (1987) - Alan Kyle
- Anna - miniserie TV (1987)

### Regista
- Der Bauer von Babylon - Rainer Werner Fassbinder dreht Querelle - documentario (1982)
- Kalt in Kolumbien (1985)

### Sceneggiatore
- Der Bauer von Babylon - Rainer Werner Fassbinder dreht Querelle - documentario (1982)
- Kalt in Kolumbien (1985)

### Produttore
- Endstation Freiheit (1980)
- Der Bauer von Babylon - Rainer Werner Fassbinder dreht Querelle - documentario (1982)
- Querelle de Brest, regia di Rainer Werner Fassbinder (1982)
- Annas Mutter (1984)